# Gurkspindel
Gurkspindel (Araniella cucurbitina) är en spindel i familjen hjulspindlar. Honor kan bli upp till 8 millimeter, hanar bara upp till 5 millimeter. De väver sina nät mellan blad och blommor. Dessa banor är endast cirka 10 cm i diameter. Gurkspindeln är tämligen lik Araniella opisthographa men deras pedipalper och könsorgan skiljer sig åt.
Den främre kroppen är gulbrun till rödbrun. På den gulgröna bakkroppen förekommer 4 till 5 par svarta punkter. På bakkroppens baksida vid spinnvårtorna finns en röd fläck.
Gurkspindeln hittas ofta vid skogskanter eller intill stigar i skogen.